# Gillette de Narbonne
Gillette de Narbonne est une opérette composée par Edmond Audran sur un livret d'Alfred Duru et Henri Chivot, représentée pour la première fois le 11 novembre 1882 au Théâtre des Bouffes à Paris. Son livret est inspiré de la IXe nouvelle de la troisième journée du Décaméron de Jean Boccace : La femme vaillante.
L'opérette fut jouée 122 fois entre le 11 novembre 1882 et le 3 mars 1883 et fut montée à Londres et à Berlin.[réf. souhaitée].

## Distribution lors de la création à Paris
| Rôle        | Voix          | Distribution lors de la première (chef d'orchestre : L. Cantin ) |
| ----------- | ------------- | ---------------------------------------------------------------- |
| Gillette    | Mezzo-soprano | Marie Montbazon                                                  |
| Roger       | Baryton       | Louis Morlet                                                     |
| Olivier     | Tenor         | Charles Lamy                                                     |
| Griffardin  |               | M. Maugé                                                         |
| Roi René    |               | M. Riga                                                          |
| Sénéchal    |               | M. Desmonts                                                      |
| Barigoul    |               | M. Pescheux                                                      |
| Richard     |               | Paul Jorge                                                       |
| Rosita      |               | Mme Gélabert                                                     |
| Chateauneuf |               | Mme Rivero                                                       |
| Boislaurier |               | Mme D'Arly                                                       |
| Paola       |               | Mme Deligny                                                      |

## Synopsis
L’action se déroule en 1440,.

### Acte I
La place d'un village en Provence.
Gillette est la fille de Gérard de Narbonne, un médecin de grande réputation. A la mort de son père, elle a été recueilli par la mère du comte Roger de Lignolle et a été élevée avec lui. Aujourd'hui, elle en est secrètement amoureuse.
René, roi de Provence, est affligé d'une fièvre déclarée incurable par ses médecins. Bien que le père de Gillette ne lui ait pas laissé d'argent, elle a hérité de lui un remède souverain. Elle va jusqu'à Aix, payant son voyage en chantant et en dansant. Elle est admise au palais et donne à René un médicament qui le guérit en une semaine. En récompense, le roi lui offre d’exaucer un de ces vœux. Gillette demande alors à épouser le comte Roger qui vient de lui déclarer son amour (duo "Rappelez-vous nos promenades").
En fait, Roger de Lignolle, un coureur du jupon, n'a aucune envie d'épouser Gillette ou qui que ce soit d'autre. Toutefois, le roi n'a qu'une parole et ordonne que le prochain office qui doit célébrer sa guérison bénisse aussi le mariage de Roger et Gillette. Après la cérémonie, le nouvel époux refuse cruellement sa femme et part immédiatement pour Naples, où la guerre fait rage. Ultime insulte, il laisse à Gillette un mot disant qu'il ne la reconnaîtra comme épouse que le jour où elle pourra lui montrer la bague qu'il porte désormais au doigt, et lui présenter un enfant dont il est le père.

### Acte II
Un auberge près de Naples, un mois plus tard.
Roger est parti en Italie accompagné d'Olivier, le beau-fils du roi René, et du maître de celui-ci Griffardin. Roger et Olivier sont tous deux très séduits par Rosita qui est l'épouse - jusqu'ici gardé secrète - de Griffardin et la nièce de leur hôte à l'auberge.
Gillette arrive, en vêtements masculins, se faisant passer pour son propre frère jumeau. Elle met Rosita dans la confidence. Rosita accepte un rendez-vous avec Roger, exigeant de lui, comme prix de son abandon, la bague qu'il porte. Dans l'obscurité, Gillette remplace Rosita. Ainsi Roger consomme sans le vouloir son mariage. L'épisode amoureux est écourté par l'incursion de soldats ennemis.

### Acte III
Le château des Comtes de Lignolles en Provence. Dix mois plus tard.
Gillette est maintenant maman d'un petit garçon. Roger revient de captivité le jour où le roi René et sa cour célèbrent le baptême de l'héritier des Lignolles. Gillette fait semblant d'être indifférente à Roger, qui réalise maintenant à quel point elle est attirante. Il est horrifié, car il suppose qu'Olivier n'est pas seulement le parrain du bébé mais son vrai père ! Gillette le laisse s'inquiéter un moment, avant de lui montrer la bague, témoin de leur amour. Roger s'agenouille devant sa femme et lui jure un amour éternel.

## Numéros

### Acte I
- Couplets (Olivier) "D'abord quel beau commencement"
- Chorus "Ah ! quel bonheur"
- Chanson provençale (Gillette) "Il est un pays où la terre"
- Air (Roger) "A mes regards émus"
- Duo (Roger, Gillette) "Rappelez-vous nos promenades"
- Chorus "Qu'un gai carillon s'élance"
- Couplets (Gillette) "Quand on atteint un certain âge"
- Chorus "Sautons tous comme des fous"
- Round (Rosita, chorus) "Claudine dans notre village"
- Finale "Le Comte et Gillette ont échangé"

### Acte II
- Ensemble "Ici nous trouvons un asile"
- Chœur des soldats "Pendant que l'on chemine"
- Romance (Roger) "Elle a la figure mutine"
- Trio (Roger, Olivier, Rosita) "Voyez quelle tournure aimable"
- Scène "Puisque notre couvert est mis"
- Chant du sergent (Gillette) "En avant, Briquet"
- Turlututu couplets (Rosita) "Quand un luron me prend la taille"
- Sérénade (Olivier) "La lune blafarde"
- Couplets-duetto (Gillette, Roger) "A votre doigt, que vois-je donc"
- Finale "Ces clameurs lointaines"

### Acte III
- Chorus "Pour le fils de la Comtesse"
- Trio (Rosita, Chateauneuf, Boislaurier) "D'un bel enfant rose et charmant "
- Couplets of the dodo (Rosita) "Quel plaisir, quel enivrement"
- Couples of the godfather (Olivier) "Permettez-moi ma commère"
- Ariette (Gillette) "On m'avait dans une cage"
- Chant (Roger) "Mon seul bien, désormais, c'est toi"
- Duetto (Gillette, Roger) "Ah ! fuyons au doux pays"
- Chorus et scène "Le cloche ici nous dit"
- Finale "C'est d'un fabliau de Boccace"

## Critiques
À sa création, l’œuvre est jugée assez durement. La situation aurait déjà été vue dans Le Jour et la Nuit et dans Le Cœur et la Main de Charles Lecocq. Et la musique manquerait de gaité et est même qualifiée de "pompeuse et banale".

## Discographie
- Gillette de Narbonne [1957] : Freda Betti, Claudine Collard, Michel Dens, Joseph Peyron, André Balbon et Les Chœurs et l'Orchestre Radio Lyrique de la RTF

## Divers
La même nouvelle du Décaméron de Boccace a également inspiré William Shakespeare pour sa comédie Tout est bien qui finit bien.
Les librettistes ont changé la nature du mal du roi René – qui est une fistule dans l'original de Boccace.